# Khamzat Arsamerzouev
Khamzat Timourovitch Arsamerzouev (ur. 6 grudnia 2002) – francuski zapaśnik walczący w stylu wolnym. Zajął siódme miejsce na mistrzostwach świata w 2022 roku. 
Wicemistrz Europy w 2025. Srebrny medalista MŚ wojskowych w 2025 i brązowy w 2024. 
Mistrz Europy U-23 w 2023, drugi w 2022 i 2024, trzeci w 2025. Trzeci na MŚ juniorów w 2022. Wicemistrz Europy juniorów w 2022 roku. 
Mistrz Francji w 2022, drugi w 2020 i 2023 roku.